# Landsat 7

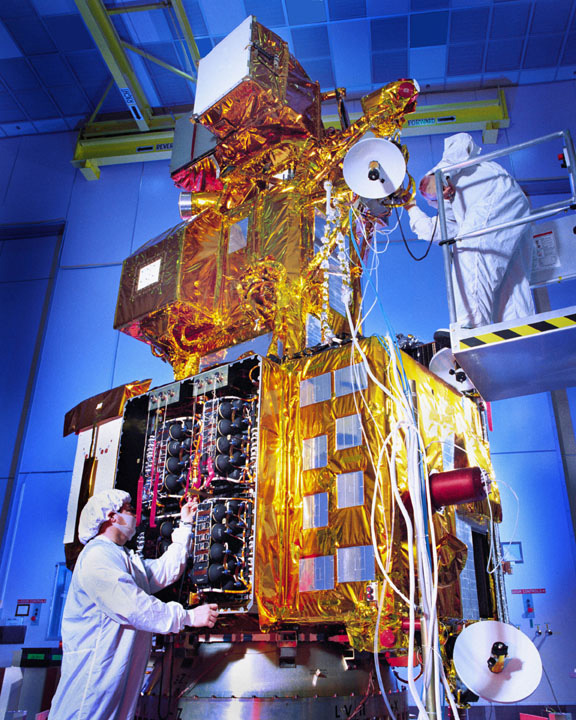
Le satellite Landsat 7.

Landsat 7, lancé le 15 avril 1999, est un des satellites du programme Landsat. Son objectif principal est de mettre à jour l'archive mondiale de photos satellite, en fournissant des images récentes et sans nuage.
Bien que le programme Landsat est géré par la National Aeronautics and Space Administration (NASA), les données du Landsat 7 sont recueillies et distribuées par l'United States Geological Survey (USGS).

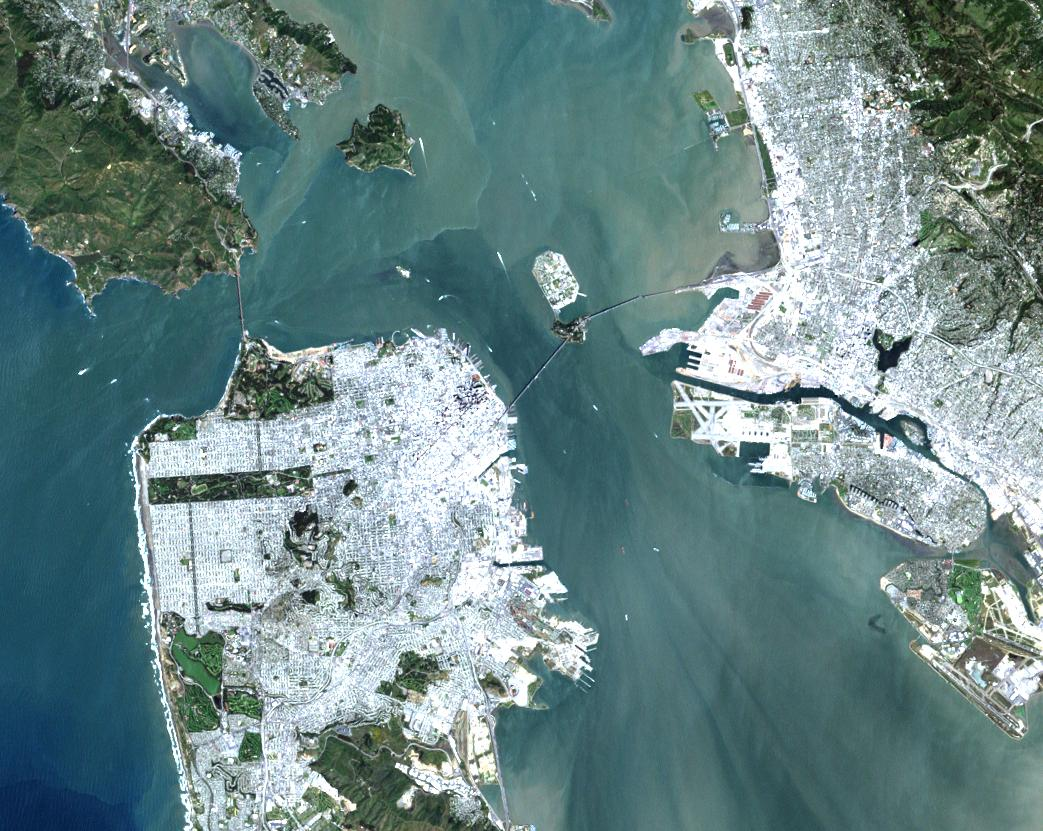
Vue par le satellite Landsat 7 de la baie de San Francisco.